# Таташъярви
Таташъярви, Большие Тетры, Теташъярви — пресноводное озеро на территории Юшкозерского сельского поселения Калевальского района Республики Карелии.

## Общие сведения
Площадь озера — 2,4 км². Располагается на высоте 99,1 метров над уровнем моря.
Форма озера продолговатая: оно вытянуто с северо-запада на юго-восток. Берега изрезанные, каменисто-песчаные, преимущественно возвышенные.
Из озера вытекает ручей Таташоя, впадающий с левого берега в реку Чирко-Кемь.
В озере расположено не менее шести небольших безымянных островов.
Код объекта в государственном водном реестре — 02020000911102000005704.